# Nezihe Muhiddin
Nezihe Muhiddin, eller Nezihe Muhittin, född 1889, död 10 februari 1958, var en turkisk författare och kvinnorättsaktivist.
Nezihe Muhiddin var dotter till åklagaren och domaren Muhiddin Bey. Hon var kortvarigt gift två gånger och fick en son i andra äktenskapet. 
Hon växte upp i en intellektuell och politiskt medveten miljö och fick en hög bildning genom hemmaundervisning. Som vuxen blev hon lärare i vetenskap. Hon publicerade också åtskilliga artiklar om sociologi, pedagogik och psykologi i pressen. 
Hon debuterade som författare 1911 med romanen Şebâb-ı Tebah. Hon skrev 20 romaner och omkring 300 noveller, pjäser och operetter. Många av hennes verk handlar om könsroller och kvinnans ställning inom äktenskapet. 
År 1913 var hon medgrundare till en välgörenhetsförening för kvinnor. Den 15 juni 1923 bildade hon partiet Kadınlar Halk Fırkası (KHF) eller 'Kvinnornas Folkparti', vilket räknas som Turkiets första politiska parti: det blev dock aldrig legaliserat eftersom kvinnor enligt Turkiets sedan 1909 rådande vallag inte tillät kvinnliga representation. År 1924 bildade hon Türk Kadın Yolu, 'Turkiets Kvinnounion', för kvinnors rättigheter. Kvinnounionen nominerade 1925 henne och Halide Edip till parlamentetsvalet i ett försök att påverka parlamentet till förmån för kvinnlig rösträtt, men deras kandidatur avslogs och frågan undveks av den dåvarande regeringen. Under valet 1927 gjorde hon ett nytt försök att registrera sin kandidatur, men åtalades av myndigheterna för korruption och uteslöts ur kvinnoförbundet. Korruptionsåtalet ströks 1929, men hon tystades i offentlig debatt. När kvinnlig rösträtt slutligen infördes 1934 gjorde hon ett sista försök att registrera sig som kandidat i valet 1935, utan framgång.   